# Harjokuncaran
Harjokuncaran is een bestuurslaag in het regentschap Malang van de provincie Oost-Java, Indonesië. Harjokuncaran telt 8705 inwoners (volkstelling 2010).